# Sóstófürdő
Sóstófürdő – miejscowość uzdrowiskowo-letniskowa usytuowana na Węgrzech, około 5 km na północ od centrum Nyíregyházy. Nazwę przyjęła od jeziora (węg. sós tó - słone jezioro – ze względu na dużą zawartość sodu w wodzie, fürdő - kąpiel, kąpielisko) o właściwościach leczniczych i temperaturze około 26 °C.
W okolicy jest usytuowany kompleks basenowy z wodami termalnymi. W miejscowości znajduje się park o powierzchni 2000 m². Do innych atrakcji uzdrowiska zalicza się ogród zoologiczny oraz skansen z drewnianymi budynkami z regionu. Charakterystyczne obiekty w kurorcie to: industrialistyczna wieża wodna, łaźnia turecka, dom szwajcarski (obecnie pensjonat) oraz Hotel Krudy. W 2006 wybudowany został aquapark.

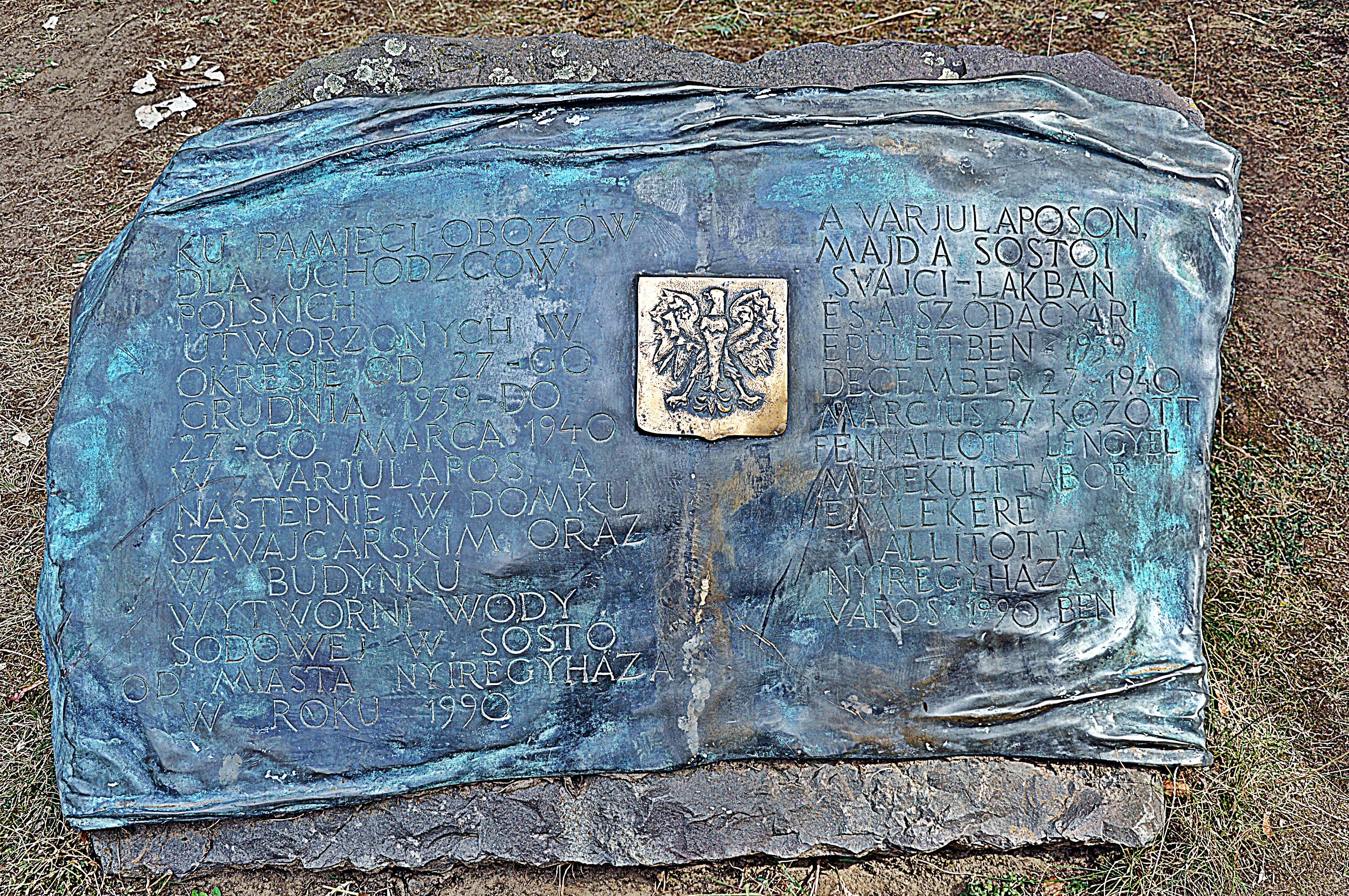
Tablica w Sóstófürdő poświęcona pamięci obozów dla uchodźców polskich

W Sóstófürdő, w okresie od 27 grudnia 1939 roku do 27 marca 1940 roku, w tzw. domu szwajcarskim oraz w budynku wytwórni wody sodowej, istniał obóz dla uchodźców z terytorium ówczesnej Rzeczypospolitej Polskiej.